# Lache Bajazzo (film 1915)
Lache Bajazzo è un film muto del 1915 scritto e diretto da Richard Oswald.

## Trama
Rudolf e Alfred sono due amici. Uno fa il musicista, l'altro è uno scrittore. Diventano rivali in amore quando si innamorano ambedue della stessa donna. Ma, ben presto, si rendono conto dell'incostanza femminile; il loro motto, da quel momento, sarà "No alle donne!".

## Produzione
Il film fu una coproduzione tra la Projektions-AG Union (PAGU) e la Vitascope GmbH.

## Distribuzione
Uscì nelle sale cinematografiche tedesche il 7 gennaio 1915.